# سعدون بن عريعر آل حميد
سعدون بن عريعر آل حميد هو الأميرُ العاشر للإمارة الخالدية، خاض معارك عديدة مع الوهابيين في شمالِ نجد.

### فهرس المراجع
1. ↑  الخالدي (2010)، ص. 135.

### بيانات المراجع
الكُتُب مُرتَّبة حَسب تاريخ النَّشر
- محمد يوسف الخالدي (2010)، قبيلة بني خالد في الجزيرة العربية: دراسة تاريخية عن ذرية خالد بن الوليد المخزومي (ط. 1)، بيروت: الدار العربية للموسوعات، LCCN:2010322892، OCLC:525242376، OL:25075738M، QID:Q116257101

| سعدون بن عريعر آل حميد |                                      |                                          |
| سبقه دجين بن عريعر     | أُمراء دولة بني خالد الأولى 1785-1774 | تبعه دويحس بن عريعر و عبد المحسن السرداح |